# Citerão
Citerão é o nome de dois personagens da Mitologia Greco-Romana.

## História
1) Rei da Plateia, cidade da Beócia. Sob seu reinado, Júpiter e Juno desentenderam-se e a deusa resolveu separar-se de seu infiel marido. Aconselhado por Citerão, o rei do Olimpo simulou um novo matrimônio e Juno prontamente voltou para sua companhia. Em honra a esse serviço prestado a Júpiter, foi dado o nome de Citerão às montanhas que separam a Beócia de Megáris e da Ática. Tais montanhas eram consagradas à Baco e às Musas.
2) Jovem amado por Tisífone, uma das Erínias. Como não correspondesse ao amor da deusa, foi picado mortalmente por uma serpente, em que Tisífone transformara um de seus cavalos. Deu nome à montanha junto à qual morreu.